# Ulila (Elva)
Ulila est une localité de la commune d'Elva, en Estonie.
Au 31 décembre 2011, il compte 266 habitants.